# Legio I Armeniaca
La Legio I Armeniaca ("dall'Armenia") fu una legione romana pseudocomitatense del tardo impero, probabilmente creata nel III secolo.
Il nome della legione potrebbe riferirsi ad una permanenza nella provincia dell'Armenia, ma l'unità fu in seguito spostata, insieme alla legione gemella II Armeniaca, nell'esercito campale.
Prese parte alla campagna sasanide dell'imperatore romano Giuliano nel 363.
La Notitia dignitatum registra la II Armeniaca sotto il magister militum per Orientem all'inizio del V secolo.